# Арыг-Бажы
Арыг-Бажы (тув. Арыг-Бажы) — село в Улуг-Хемского кожууне Республики Тыва. Административный центр и единственный населённый пункт Кок-Чыраанского сумона.

## История
В СССР Арыг-Бажы был центральной усадьбой процветающего совхоза «Улуг-Хая», специализировавшегося на разведении крупного рогатого скота, выращивание зерновых и кормовых культур. В России совхоз развалился

## География
Село находится у рек Тула и Кара-Суг.
К селу административно относятся местечки (населённые пункты без статуса поселения): м. Алаак-Аразы, м. Алдыы-Кок-Хаак, м. Дон-Алаак, м. Кызыл-Даг (Чалбаа-Даа), м. Мугур-Саадак, м. Сайлыг-Кежии, м. Самдан-Кара-Чурту, м. Тей-Дужу, м. Тулаа-Бажы, м. Устуу-Кок-Хаак, м. Ханы-Чоога-Аксы, м. Шанчы-Ужу.

### Уличная сеть
ул. Айлыг-Кыйыг, ул. Александра Шойдук, ул. Балчый-Оола, ул. Детская, ул. Тойлук, ул. Чоон-Дыт, ул. Шивилиг, ул. Эрик.

### Климат
Арыг-Бажы, как и весь Улуг-Хемский кожуун, приравнен к районам Крайнего Севера.

## Население
| 2002 | 2010 | 2011 | 2012 | 2013 | 2014 | 2015 |
| ---- | ---- | ---- | ---- | ---- | ---- | ---- |
| 752  | ↘584 | ↘581 | ↘575 | ↘540 | ↘527 | ↘526 |
| 2016 | 2017 | 2018 | 2019 | 2020 | 2021 |      |
| ↗538 | ↗543 | ↗554 | ↗560 | ↗572 | ↗603 |      |

### Национальный состав
Согласно результатам переписи 2002 года, в национальной структуре населения тувинцы составляли 100 %

## Известные жители
В селе Арыг-Бажы прошли детство и юность борца-вольника, призёра чемпионата РСФСР 1972 года Александра Шойдука. В селе проводится турнир по борьбе его памяти. Его именем названа улица в селе.

## Инфраструктура
Отделение почтовой связи села Арыг-Бажы (ул. Александра Шойдук, 16/1)

### Образование
МБОУ СОШ с. Арыг-Бажы (ул. Айлыг-Кыйыг, д.31). В 2018 году школе присвоено имя тувинского добровольца Балчый-оола Ховалыга, откуда он был призван в армию, на фронт Великой Отечественной.
Детский сад «Хуннээрек»

### Сельское хозяйство
Цех по переработке молока и изготовлению молочной продукции.
Выращивание зерновых и зернобобовых культур: МУУП «ИДЕГЕЛ».

### Административная деятельность
Администрация села Арыг-Бажы
Администрация Кок-Чыраанского сумона

## Транспорт
Имеется автомобильная дорога. Подъезд к с. Арыг-Бажы (км 0+000- км 12+600).